# No Other (Gene Clark)
No Other è il quarto album solista di Gene Clark, pubblicato dalla Asylum Records nel 1974.
Alla sua pubblicazione il disco fu ampiamente ignorato o negativamente accolto dai critici e fu un insuccesso dal punto di vista commerciale; il tempo trascorso in studio di registrazione e i costi risultanti dal processo furono giudicati eccessivi e il risultato autoindulgente. La casa discografica non fece nulla per promuovere l'album, e nel 1976 il disco fu messo fuori catalogo. Clark non si riprese mai dalla delusione causata dal fallimento dell'album.

## Antefatti
Alla fine del 1972 Clark fu invitato ad unirsi alla reunion della formazione originale dei Byrds dalla Asylum Records. Anche se nominalmente organizzato e prodotto da David Crosby, il risultante album si tramutò in una vetrina involontaria per Clark, che cantò come voce solista in due cover di Neil Young e in due canzoni originali. Grazie alla forza del suo contributo all'album, Clark fu messo sotto contratto dalla Asylum come artista solista da David Geffen.
Mentre si preparava a registrare, Clark si unì brevemente al gruppo di supporto dell'ex collega dei Byrds Roger McGuinn; i due avevano anche condiviso una casa insieme durante il periodo a Hollywood Hills. Durante un'esibizione al club folk The Troubadour di Los Angeles con McGuinn, Clark introdusse una canzone che sarebbe rimasta nel suo repertorio per il resto della sua carriera, Silver Raven; la traccia sarebbe stata registrata in un arrangiamento diverso con il suo collaboratore di lunga data Jesse Ed Davis e il musicista di Los Angeles Danny Kortchmar in No Other. Riguardo alla composizione della canzone, Clark disse in un'intervista del 1976: «In realtà è nata da una notizia che riguardava un satellite, o qualcosa del genere, che avevano scoperto. Dissero che non riuscivano a capire da dove provenisse. Era oltre il nostro sistema solare, e ricevevano segnali che dicevano essere avanti di circa 100 anni rispetto alla nostra tecnologia».

## Produzione
Ritiratosi nella sua casa costiera a Mendocino, California, Clark cominciò a comporre brani per il suo nuovo album. Contrariamente alle voci che volevano la composizione di alcune tracce avvenuta sotto l'effetto della mescalina e di altre droghe, la moglie di Clark, Carlie, dichiarò in Mr. Tambourine Man: The Story of the Byrds' Gene Clark che lui era rimasto sobrio durante gli anni a Mendocino e aveva smesso di sperimentare sostanze stupefacenti per amore dei figli. La natura pregnante della maggior parte dei suoi testi del periodo sono tratti dalla sua educazione cristiana e dalle discussioni riguardanti l'opera di Carlos Castaneda, trattati di Teosofia e filosofia Zen, fatte con sua moglie e i suoi amici, in particolare David Carradine e Dennis Hopper.
Clark disse a Zigzag nel 1977 di essere stato fortemente influenzato dagli album Innervisions di Stevie Wonder e Goats Head Soup dei Rolling Stones, entrambi del 1973. Egli disse: «Quando stavo scrivendo No Other mi concentrai un sacco su quei dischi, e ne trassi grande ispirazione... il che è ironico, perché Innervisions è una cosa molto spirituale, mentre Goats Head Soup è molto carnale e terreno. Ma in qualche modo l'unione dei due mi ha dato un posto dove andare con No Other, e volevo che andasse in una direzione potente».
Entrando in studio nell'aprile 1974, collaborò con il produttore Thomas Jefferson Kaye, che sarebbe diventato presenza fissa nella carriera di Clark per i prossimi quindici anni. All'inizio dell'anno, Kaye aveva accumulato decine di migliaia di dollari di sforamento del budget per il debutto da solista di Bob Neuwirth, che non riuscì a intaccare le classifiche. Kaye operò nello stesso modo per No Other. La maggior parte delle sessioni si svolsero a Los Angeles e videro la partecipazione della crema dei turnisti dell'epoca: Korchmar, il tastierista Craig Doerge, il bassista Leland Sklar e il batterista Russ Kunkel dei The Section; il chitarrista Jesse Ed Davis; il violinista Richard Greene; l'ex percussionista dei Blues Image Joe Lala; il tastierista Michael Utley; il percussionista Butch Trucks; Ben Keith; le coriste Clydie King, Claudia Lennear, Venetta Fields e Cindy Bullens; e l'ex Byrd Chris Hillman.
Le sonorità country-folk di White Light e Roadmaster furono sostituite da intricate armonie vocali e arrangiamenti pesantemente sovraincisi nel tentativo da parte di Kaye di "rispondere a Brian Wilson e Phil Spector come produttore". In aggiunta, c'è una pronunciata atmosfera R&B/funk nella title track, fatto che è stato spesso attribuito alla presenza in studio di Sly Stone in alcune delle sessioni. Secondo Mr. Tambourine Man di John Einarson, tutti i musicisti riuniti rimasero colpiti dal perfezionismo e dall'atteggiamento geniale e umile di Clark in studio.
Inizialmente, Carlie Clark e i bambini si trasferirono temporaneamente con Gene a Los Angeles, nella speranza che la vicinanza della famiglia preservasse l'atmosfera tranquilla di Mendocino. Tuttavia, non passò molto tempo prima che Clark riprendesse familiarità con il circuito delle feste di Los Angeles e con l'ultima droga alla moda: la cocaina. Dopo che la moglie disgustata riportò la famiglia nel nord della California, Clark andò a vivere con il vecchio amico e compagno di band Doug Dillard sulle colline di Hollywood; Lady of the North, la traccia a chiusura dell'album, fu scritta dalla coppia sotto l'effetto della cocaina.

## Pubblicazione ed accoglienza
| Recensione                    | Giudizio |
| ----------------------------- | -------- |
| AllMusic                      | [ 2 ]    |
| American Songwriter           | [ 10 ]   |
| Encyclopedia of Popular Music | [ 11 ]   |
| Head Heritage                 | positivo |
| Los Angeles Times             | positivo |
| No Depression                 | positivo |
| Pitchfork                     | 9.3/10   |
| Record Collector              | [ 15 ]   |
| Rolling Stone                 | [ 16 ]   |
| Stylus Magazine               | A        |

No Other venne consegnato alla Asylum Records nell'estate del 1974. I costi di registrazione erano lievitati fino a sforare i 100,000 dollari, un investimento considerevole per un artista che aveva avuto il suo ultimo successo da top 40 otto anni prima. Geffen rimase ulteriormente costernato dalla scarsità di potenziali singoli di successo e dalla natura non commerciale del materiale. Kaye disse: «Ho ricevuto critiche da David Geffen sul perché ci fossero solo otto canzoni nel disco dopo che erano stati spesi tutti questi soldi per le sedute in studio. Erano otto grandi canzoni e basta. Stavamo cercando di realizzare un vero pezzo d'arte e pensavamo che David Geffen, essendo un tipo davvero artistico, l'avrebbe capito. Ma non l'ha fatto».
Pubblicato nel settembre 1974, No Other raggiunse un insoddisfacente piazzamento al numero 144 della classifica statunitense di Billboard senza nessun tentativo di promozione da parte della casa discografica. L'album fu inoltre accolto negativamente da gran parte della critica che lo ritenne pretenzioso. Ulteriori elementi di confusione erano l'artwork dell'album: la copertina era un collage ispirato al glamour hollywoodiano degli anni '20, mentre il retro conteneva una foto del cantante con la permanente e vestito da drag queen, che si divertiva nell'ex tenuta di John Barrymore.
Negli anni successivi,  in diverse interviste Clark si disse profondamente deluso dal mancato successo ottenuto da No Other, che considerava il suo capolavoro. Come scritto su Record Collector nel novembre 2019, "il fallimento di No Other non indispettì solamente Geffen, ma ferì profondamente Clark". Secondo il fratello di Gene, David: «Egli ci mise tutto se stesso in quello... tutto. Cuore, anima, denaro, tutto ciò che aveva lo riversò in quella cosa perché sarebbe stata la sua resurrezione artistica, e quando hanno ucciso il disco, hanno ucciso lui». Solo retrospettivamente l'album venne ampiamente rivalutato dalla critica, finendo per essere indicato molti anni dopo, come il capolavoro di Gene Clark.

## Tracce
Brani composti da Gene Clark, eccetto dove indicato.
Lato A
1. Life's Greatest Fool – 4:44
2. Silver Raven – 4:53
3. No Other – 5:08
4. Strength of Strings – 6:30

Durata totale: 21:15
Lato B
1. From a Silver Phial – 3:40
2. Some Misunderstanding – 8:10
3. The True One – 4:57
4. Lady of the North – 6:04 (Gene Clark, Douglas Dillard)

Durata totale: 22:51
Edizione CD del 2003, pubblicato dalla Asylum Records (8122 73701-2)
Brani composti da Gene Clark, eccetto dove indicato.
1. Life's Greatest Fool – 4:44
2. Silver Raven – 4:53
3. No Other – 5:08
4. Strength of Strings – 6:30
5. From a Silver Phial – 3:40
6. Some Misunderstanding – 8:10
7. The True One – 4:57
8. Lady of the North – 6:04 (Gene Clark, Douglas Dillard)
9. Train Leaves Here This Morning – 4:59 (Bernie Leadon) – Bonus Track
10. Life's Greatest Fool – 4:16 – Bonus Track - Alternate Version
11. Silver Raven – 3:06 – Bonus Track - Alternate Version
12. No Other – 5:35 – Bonus Track - Alternate Version
13. From a Silver Phial – 3:42 – Bonus Track - Alternate Version
14. Some Misunderstanding – 5:17 – Bonus Track - Alternate Version
15. Lady of the North – 5:54 (Gene Clark, Douglas Dillard) – Bonus Track - Alternate Version

Durata totale: 76:55

## Formazione
- Gene Clark - voce solista (in tutti i brani), chitarra acustica (in tutti i brani)
- Michael Utley - tastiere (in tutti i brani)
- Lee Sklar - basso (in tutti i brani)
- Jerry McGee - chitarra (in tutti i brani)
- Jesse Ed Davis - chitarra (brani: A1, A2 e B1)
- Steve Bruton - chitarra (brani: A1 e B2)
- Russ Kunkel - batteria (brani: A1, A2, A4, B1, B2 e B4)
- Joe Lala - percussioni (brani: A1, A3, B1 e B3)
- Danny Kootch - chitarra (brano: A2)
- Butch Trucks - batteria (brani: A3 e B3)
- Craig Doerge - tastiere (brani: A4 e B4)
- Richard Greene - violino (brani: A4, B2 e B4)
- Buzzy Feiten - chitarra (brani: A4 e B2)
- Chris Hillman - mandolino (brano: B1)
- Bill Cuomo - organo (brano: B2)
- Ted Machell - violoncello (brano: B4)
- Ronnie Barron - accompagnamento vocale (brani: A1, A2, A3, A4 e B2)
- Cindy Bullens - accompagnamento vocale (brani: A1, A2, A3, A4 e B2)
- Claudia Lennear - accompagnamento vocale (brani: A1, A2, A3, A4 e B2)
- Venetta Fields - accompagnamento vocale (brani: A1 e B2)
- Clydie King - accompagnamento vocale (brani: A1 e B2)
- Shirley Matthews - accompagnamento vocale (brani: A1 e B2)
- Carlena Williams - accompagnamento vocale (brani: A1 e B2)
- Timothy B. Schmit - accompagnamento vocale (brani: A2, A3, A4 e B1)[20]

## Curiosità
Sulla lapide di Clark, oltre al suo nome ed alle date di nascita e di morte, è inciso No Other, proprio come il titolo dell'album.